# Мерссен
Мерссен (нід. Meerssen) — містечко в однойменному муніципалітеті Мерссен у провінції Лімбург, на північному сході Нідерландів, з приблизно 7485 жителями (включаючи Ротем і Раар). З 1 січня 1982 року, після приєднання до громади Мерссена громад Бюнде, Гел та Улестратен, Мерссен став адміністративним центром однойменного муніципалітету (громади) Мерссен. 
Мерссен розташований біля місця злиття річок Гел і Маас, лише за кілька кілометрів на північний схід від Маастрихта та на південь від аеропорту Маастрихт-Аахен. Територія навколо Мерссена була заселена ще в доримські часи. Багато працівників, які працюють у Маастрихті, живуть у Мерссені. 

## Історія

### Римська доба
Околиці міста Мерссен були заселені ще в римські часи. У 1865 році священник і археолог-любитель Йозеф Хабетс виявив залишки споруди, яку вважають найбільшою відомою римською віллою в Нідерландах. Поруч із цим комплексом виявлено вапнякові кар'єри, які також можуть бути римського походження. Римський письменник Пліній Старший писав у своїй «Природничій історії», що мергель використовувався як добриво на полях фермерів. Перші мешканці оселилися на берегах річки Гел. У той час ця територія була ще дуже болотистою, і це пояснює назву Мерссен: Марсна або Марсана означало щось на зразок болота. Ім'я Мерссен також асоціюється з видобутком мергеля («marna»).

### Середньовіччя
У ранньому середньовіччі в Мерссені був заснований королівський палац — укріплений двір, що слугував резиденцією франкських князів (наприклад, Карла Великого). Про походження цього палацу відомо небагато, але очевидно, що він підніс важливість Мерссена. Цей палац перебував у сфері впливу Маастрихта, важливого торгового та паломницького міста, а також був розташований неподалік від центру Каролінзької імперії у місті Аахен. Мерссенський палац був місцем, де Людовик II Німецький зупинявся під час переговорів щодо укладання Мерссенського договору в 870 році. Сам договір, який розділив Нижню Лотарингію між Західним та Східним Франкським королівствами після смерті Лотаря II, був, ймовірно, укладений в Ейсдені.
У 847 році Карл II Лисий заснував Мерссенський капітулярій.
У 915 році в Мерссені помер Регінар I Еноський, місцевий правитель регіону Маас.
Приблизно в середині X століття Мерссенська сеньйорія є власністю королеви Герберге Саксонської, дочки короля Генріха I, дружини в першому шлюбі Гізельберта Лотаринзького (сина Регінара I Еноського), а потім у другому шлюбі Людовика IV. У 968 році вона пожертвувала все своє майно бенедиктинському Абатству Святого Ремігія в Реймсі .
Таким чином, ректорство Мерссена залежало від абатства Сен-Ремі в Реймсі, яке потім обміняло його на два пріорства, залежні від абатства Нотр-Дам д'Окур. Ця важлива установа володіла багатьма землями в регіоні.

### Місце паломництва
Згідно з традицією, 1222 року в каплиці бенедиктинського монастиря в Мерссені сталось «чудо кровоточення ікони», після чого до неї розпочалось паломництво на честь Пресвятої Тайни Євхаристії. Наплив паломників змусив бенедиктинців Реймса побудувати більшу церкву — базиліку Сент-Сакраменто, яка існує донині. Нову готичну церкву побудували в XIV столітті, можливо, за проєктом французьких майстрів. У 1465 році церкву підпалили війська лорда Боргарена, які брали участь у боротьбі між Льєзьким єпископством і Брабантським герцогством. Місцевий фермер врятував від полум'я ікону 1222 року, яка зберігалася у святилищі. Мерссен є місцем паломництва й досі.

## Побратимство
З 1991 року місто є учасником руху Douzelage.